# Polypodium aturense
Polypodium aturense là một loài thực vật có mạch trong họ Polypodiaceae. Loài này được Maury miêu tả khoa học đầu tiên năm 1889.